# Escuela Herlufsholm
El colegio Herlufsholm (en danés: Herlufsholm Skole og Gods) es un internado privado situado junto al río Suså, en Næstved, a unos 80 kilómetros al sur de Copenhague. Herlufsholm se fundó en 1565 como internado para «hijos de nobles y otros hombres honrados» en el emplazamiento de un antiguo monasterio benedictino del siglo XII. 
Herlufsholm es mixto para los alumnos externos desde los años sesenta y para los internos desde 1985. Actualmente, el alumnado supera los 600 estudiantes, de los cuales aproximadamente 275 son internos que viven en los dormitorios. Los alumnos siguen un programa de 10 días, con clases los sábados, seguidas de fines de semana de 3 días. La escuela ofrece una amplia gama de enseñanzas: desde el 6.º curso de la escuela secundaria inferior danesa, el 10.º curso opcional, los tres cursos de la escuela secundaria superior y los programas internacionales: una clase preparatoria (1-2 años) con exámenes IGCSE y el Programa del Bachillerato Internacional. 

## La fundación de la escuela
Herlufsholm se encuentra en el emplazamiento de un monasterio benedictino fundado en 1135, del que se conservan la iglesia y algunos vestigios de uso diario por parte de los estudiantes y el personal. El monasterio se llamaba originalmente Sct. Peder's Monastery, pero con el paso de los años pasó a llamarse Skovkloster. Fue confiscado por el rey Cristián III de Dinamarca durante la Reforma en Dinamarca-Noruega y Holstein en 1536. El rey permitió que los monjes permanecieran en él, y el último monje lo abandonó en 1559 para irse a otro monasterio en la cercana ciudad de Sorø. 

El oficial y héroe naval danés, almirante de la flota Herluf Trolle (1516-1565) y su esposa, Birgitte Gøye (1511-1574), tomaron posesión del monasterio en 1560 a cambio de su casa de Hillerødsholm (que más tarde se convertiría en el palacio de Frederiksborg). La pareja cambió el nombre por el de Herlufsholm y fundó la escuela en mayo de 1565, pero Herluf Trolle nunca llegó a ver materializado su sueño, ya que resultó herido de muerte en el mar durante la Gran Guerra del Norte y murió en Copenhague en junio de 1565. 

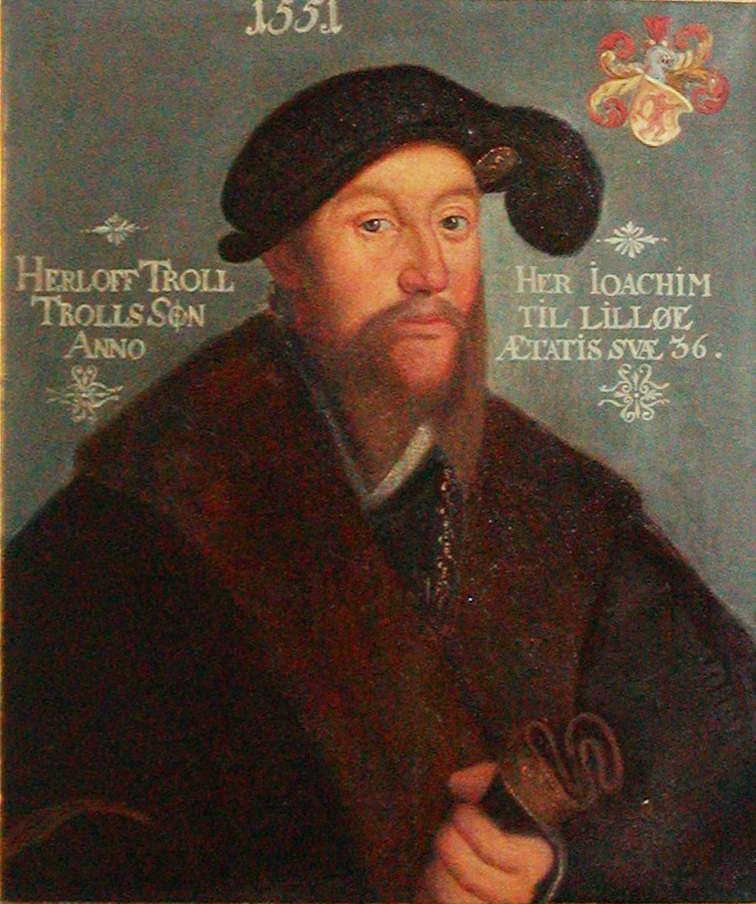
Herluf Trolle (1551), Colecciones del castillo de Frederiksborg
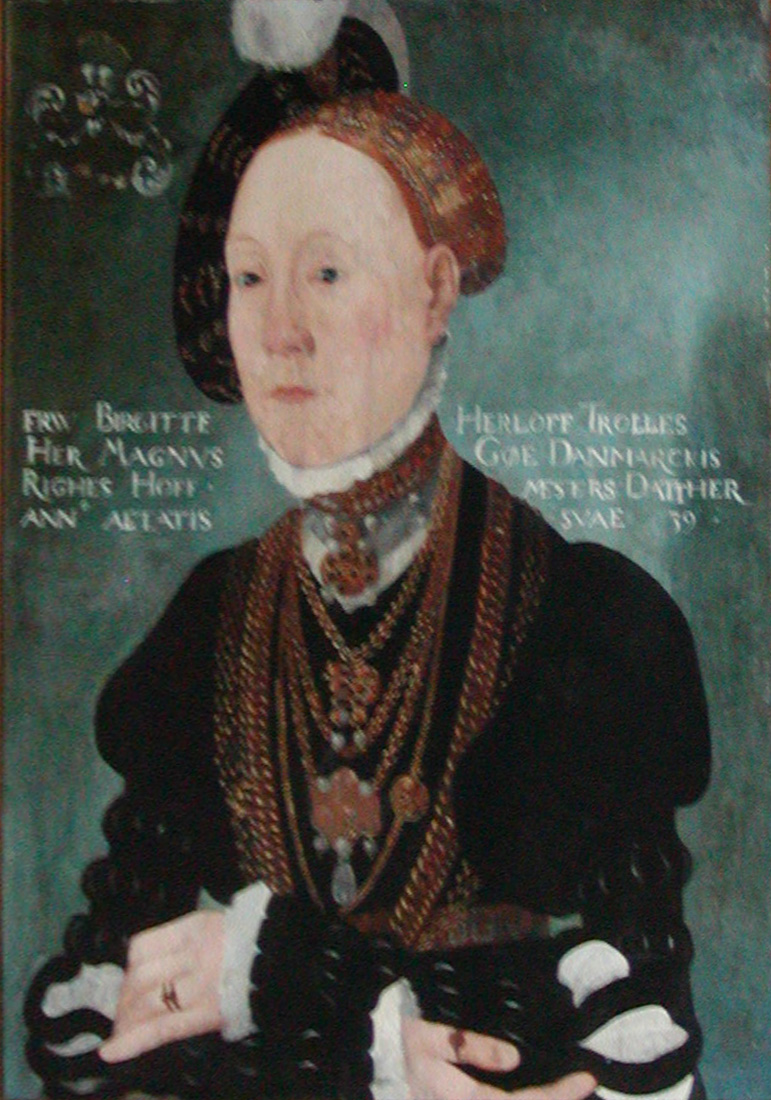
Birgitte Gøye (1550), colecciones de Frederiksborg
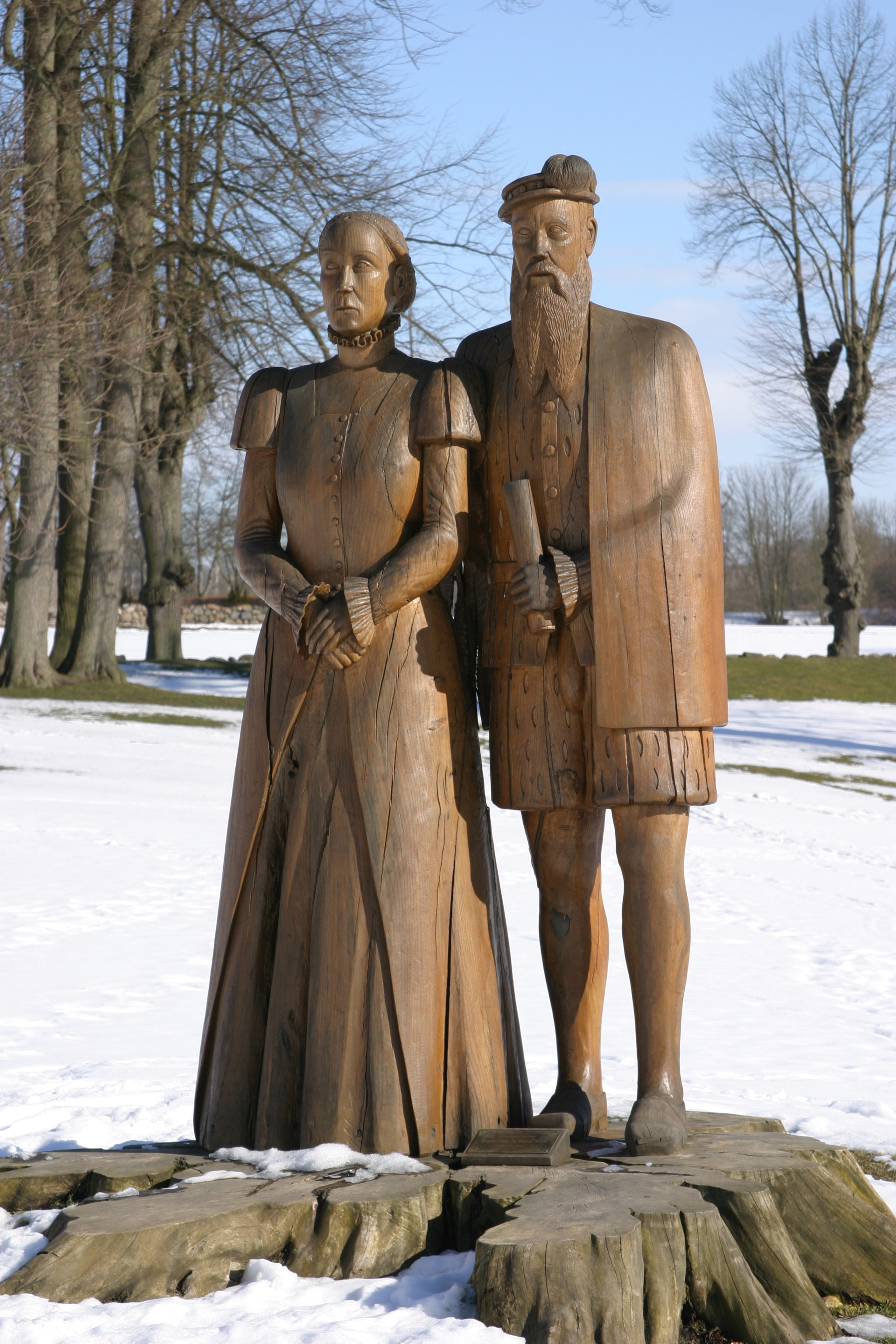
Herluf Trolle y Birgitte Gøye tallados en madera

## Edificios escolares

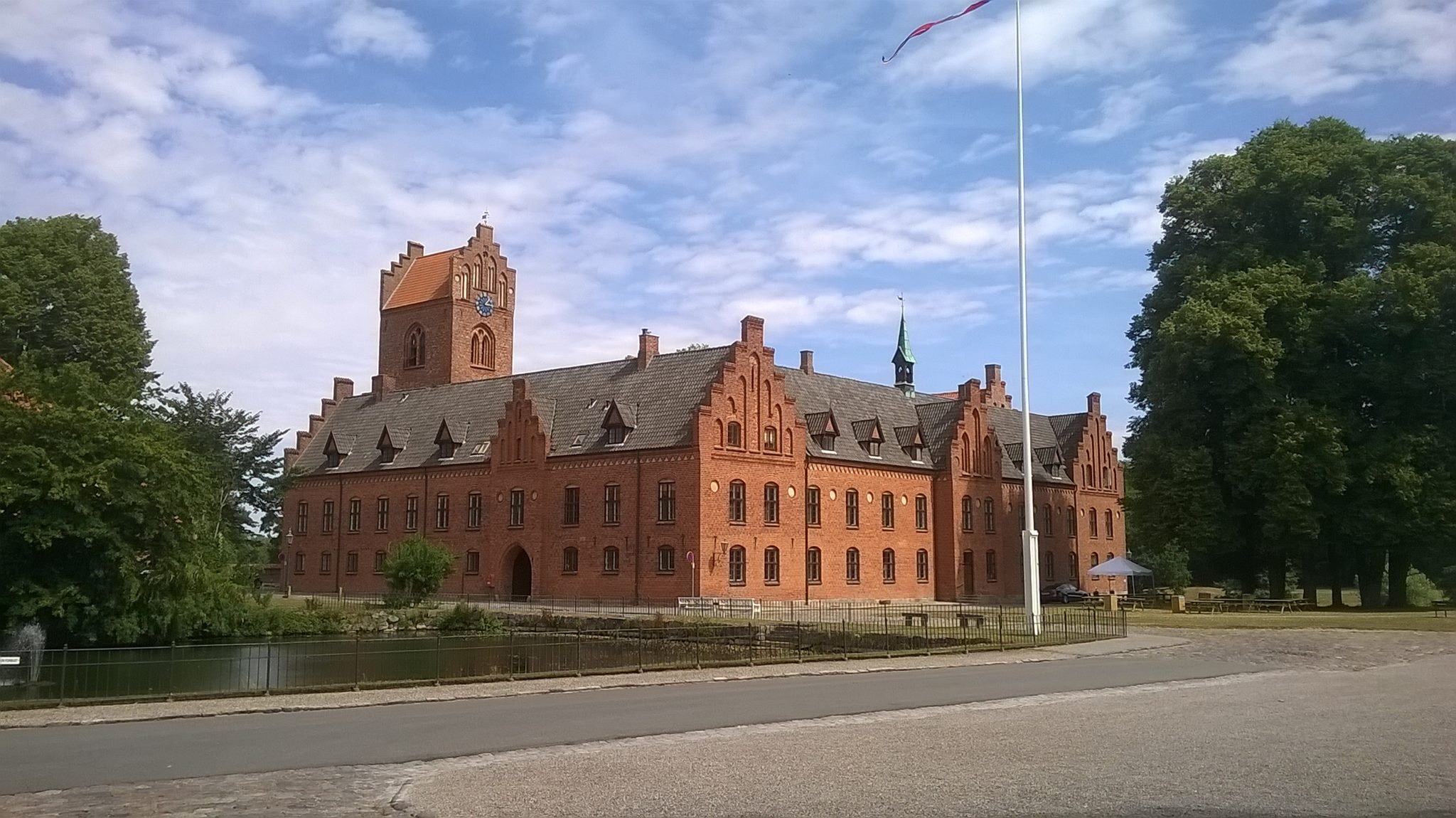
El edificio principal de Herlufsholm, la Klosterbygning.

Herlufsholm ha evolucionado a lo largo de dos siglos, con muchos cambios característicos en los últimos 50 años. El campus de la escuela sigue conservando un aspecto gótico gracias a la antigua iglesia abacial y al edificio contiguo, llamado Klosterbygningen («Edificio del monasterio»), de cuya estructura original solo quedan las bodegas, ya que el edificio actual data de la década de 1870. Klosterbygningen consta de la iglesia (donde los estudiantes se reúnen por las mañanas), dos comedores, un salón de baile, el apartamento del preboste, estudios de música, lavaderos y otras instalaciones.
El segundo edificio más grande es Skolebygningen («Edificio Escolar»), que alberga dos dormitorios y varias aulas. Hasta mediados del siglo XX, la mayor parte de la enseñanza tenía lugar aquí, pero ahora menos de la mitad de las aulas de la escuela se encuentran aquí.
El tercer edificio más importante es el Museumsbygningen ("Edificio del Museo"), que contiene otros dos dormitorios, el departamento de ciencias, el departamento de biología y la colección de aparatos científicos históricos de la escuela y especímenes de especies animales, muchas de ellas ahora en peligro de extinción, en una colección que data de la década de 1870.
El campus también alberga una biblioteca de 1911, un pequeño hospital, la casa del director, algunas casas para profesores y otros edificios administrativos y de servicios.
El resto de las aulas se encuentran en el Gymnasiefløjen, donde se imparte la enseñanza secundaria. El edificio Gymnasium está conectado con el despacho del director, la sala de profesores y Helenhallen, el segundo gimnasio más grande, que también tiene un escenario.
Las 10 casas escolares son:
- Mygningen 1st
- Mygningen 2nd
- Skygningen, East
- Skygningen, West
- Vuggestuen (Vuen)
- Lassengården
- Egmontgården
- Birgitte Gøye-gården (BG)
- Pernille Gøye-gården (PG)
- Bodil-Gården

El dormitorio más nuevo, Bodil-Gården, terminó de construirse en 2010 y alberga a los alumnos internos más jóvenes. Junto con Lassengården y Vuggestuen, forma uno de los tres dormitorios mixtos.

## Espíritu escolar
Debido a su origen como monasterio, a los alumnos se les denomina discípulos; pero también se les llama Herlovianere (herlovianos) y Gammelherlovianere (antiguos herlovianos) a los antiguos alumnos. Los miembros del personal docente reciben el nombre de hører, que en danés significa «oyente», y muchos de ellos se ganan apodos que utilizan en las aulas. El director y su esposa son conocidos como Heis y Mia, respectivamente. Algunos alumnos de último curso son nombrados prefectos de cada casa.
La jornada en Herlufsholm se estructura en torno a las tres comidas diarias, la escuela antes y después del mediodía y una sesión privada de estudio de dos horas antes de la cena. Los alumnos internos tienen, además, horarios específicos para irse a la cama en función de su año. Todas las mañanas, después de la primera sesión de clases, los alumnos se reúnen en la iglesia o en el gimnasio para ponerse al día sobre temas de actualidad y cantar sus canciones personales.

### El uniforme

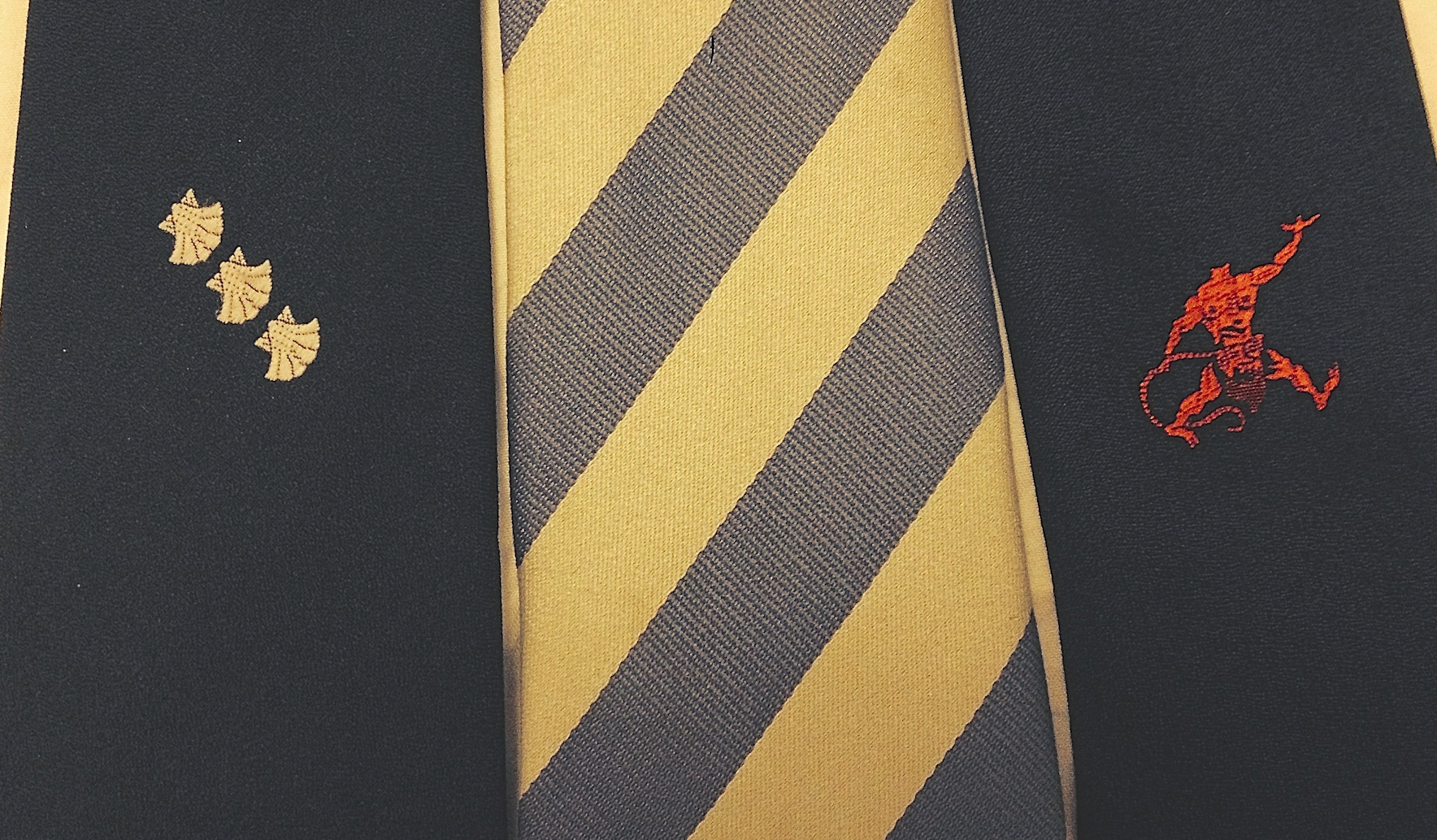
Los tres lazos escolares

Herlufsholm es el único colegio de Dinamarca que tiene uniforme obligatorio. Todos los alumnos de los cursos de 6.º a 12.º, tanto internos como externos, deben llevar el uniforme en la escuela, excepto en la clase de gimnasia, donde se utiliza un uniforme deportivo. El colegio tiene dos sistemas de uniforme: media gala y gala completa.
Los alumnos deben llevar chaqueta en ocasiones especiales, como exámenes y fiestas tradicionales, pero muchos optan por hacerlo también otros días por razones prácticas, como el frío. Los alumnos de 6.º a 9.º de secundaria llevan una americana de doble botonadura, mientras que los de la clase preparatoria (10.º curso) y todos los alumnos de bachillerato llevan la americana escolar de una sola fila con las armas de Gøye en el pecho.
Todos los alumnos tienen que comprar las dos corbatas escolares que deben llevar con su americana. La «Herlovianerslips» (Corbata Herloviana) es de color azul con rayas diagonales plateadas y blancas que bajan por la corbata desde la izquierda del portador. La «Gøyeslips» (corbata de Gøye) es de color azul oscuro y lleva el escudo de la familia Gøye, tres veneras de peregrino. Anteriormente existía una corbata llamada «Trolleslips» (corbata Trolle) con el escudo de la familia Trolle, que representaba a un trol rojo decapitado, pero se ha dejado de fabricar por razones desconocidas.

#### Media gala
La media gala es el uniforme de diario habitual, que data de la década de 1950 y se utiliza tanto en la escuela como en festividades menos formales. El uniforme consta de una camisa azul cielo abotonada, con el escudo de la familia Gøye en el bolsillo del pecho. Los alumnos pueden combinar esta camisa con pantalones o faldas y jerséis de color gris marengo o azul; no se permiten los colores claros ni el negro. Aunque no se aceptan prendas vaqueras en clase, los alumnos pueden llevar ropa de su gusto, siempre que no tenga grandes estampados, dibujos ni logotipos. Además, pueden llevar abrigos clásicos, calzado negro sensato y cinturones discretos.
La media gala correcta consiste en los Herlovianerslips, camisa azul de la escuela, pantalones gris marengo y blazer de la escuela. Este uniforme se utiliza, por ejemplo, en las competiciones de tiro con arco y en los exámenes finales.
En su último año, correspondiente al 12.º grado, los alumnos varones llevan una gorra de visera con una venera de peregrino sobre hojas de roble, y pantalones blancos, como era tradición entre los cadetes de la marina. Las alumnas llevan un gorro de marinero azul oscuro de paja con banda blanca y frac, y un vestido blanco de talle alto, largo hasta el suelo, con pliegues y botones dorados. Los prefectos, todos del último curso, llevan el escudo de Trolle en lugar del de Gøye que lleva el resto de la escuela.

#### Gala completa
La gala completa es el uniforme que se utiliza en festividades y solemnidades. La galla completa correcta consiste en un traje azul oscuro de doble botonadura o con una falda elegante, y los Gøyeslips sobre una camisa blanca. Este uniforme se utiliza en el Trollemorgen y en las cenas formales de la escuela, donde la corbata se sustituye por una pajarita en el caso de los chicos, y por un vestido de gala en el caso de las chicas. En su último año, los estudiantes varones suelen llevar pajarita blanca, especialmente en la graduación, donde el blanco combina muy bien con el birrete estudiantil danés.

### Herlovianersproget
Una característica única de esta escuela es que los alumnos han desarrollado su propia lengua, llamada herlovianersprog. Las palabras se crean simplemente tomando la primera y la última sílaba de una palabra y combinándolas para formar una nueva. Así, por ejemplo, skolebygning («edificio escolar») se convierte en skygning.
Aunque la lengua se utiliza exclusivamente en Herlufsholm, algunas palabras se han adoptado al danés. Por ejemplo, «svælling» (cisne), que hasta ahora no aparecía como palabra en danés, es originalmente herloviano por Svane + Ælling (Cisne + patito). Hasta ahora se han publicado dos diccionarios.

## Tradiciones
Herlufsholm tiene una larga lista de tradiciones. Los dos acontecimientos más importantes del año son:

### Trolle-morgen
El Trolle-morgen es el 14 de enero, cumpleaños del fundador, un acontecimiento importante, ya que muchos antiguos alumnos regresan a la escuela ese día para conmemorar a su padre fundador en la oscura hora de la madrugada.

### Fugleskydning
A mediados de agosto, con la Fugleskydning («caza de pájaros»), comienza el nuevo curso escolar. Se trata de una tradición que se remonta a finales del siglo XIX. Antiguos y nuevos alumnos se reúnen en la escuela para derribar un pájaro de madera clavado en un poste con arcos y flechas.

## Pruebas de malos tratos.
En mayo de 2022, un documental de TV 2 reveló, mediante testimonios y vídeos, la existencia de una cultura de acoso y abusos sexuales contra los jóvenes estudiantes, lo que provocó una gran conmoción en Dinamarca. En respuesta, la ministra de Educación, Pernille Rosenkrantz-Theil, fue convocada a una sesión parlamentaria a puerta cerrada, y el consejo escolar destituyó al director y suprimió el sistema de prefectos. Al mes siguiente, todo el consejo dimitió tras las sanciones y las duras críticas de la Agencia Nacional de Educación y Calidad de Dinamarca. La familia real danesa también anunció que retiraba al príncipe heredero Christian de la escuela. 

## Herlovianos notables
Académicos
- Jákup Jakobsen (lingüista)
- Knud Lyne Rahbek (crítico literario, escritor, rector de la Universidad de Copenhague )
- Niels Ryberg Finsen (médico, premio Nobel de Medicina y Fisiología en 1903)

Artes y cultura
- Johan Philip Asbæk (Actor)
- Pilou Asbæk (Actor)
- Jens Fink-Jensen (Fotógrafo)
- Nicolai Frahm (coleccionista de arte)
- Sven Holm (Autor)
- Kristian von Hornsleth (Artista)
- Marie Tetzlaff (Periodista)

Gobierno y política
- Christian Albrecht Bluhme ( primer ministro de Dinamarca, 1852-1853)
- Bernt Johan Collet (ministro de Defensa danés entre 1987 y 1988, cofundador de CEPOS )
- Joachim Gersdorff ( administrador del reino danés, 1650-1660)
- Marcus Knuth ( miembro del Parlamento, Dinamarca)
- Hannibal Sehested ( primer ministro de Dinamarca, 1900–01)
- Knud Sehested (ministro danés de Agricultura)
- Niels Trolle ( mayordomo de Noruega, 1656-1661)
- Corfitz Ulfeld (estadista y notorio traidor, 1606-1664)

Militares
- Søren Haslund-Christensen ( general de división y Hofmarschall danés, 1989-2003)
- Anders Lassen (Mayor, condecorado con la Cruz Victoria y la Cruz Militar y dos Barras )

Otros
- Christian, príncipe heredero de Dinamarca [13] (2021-2022) [14] )
- Sven Clausen (Doctor en Derecho, profesor, autor, dramaturgo, poeta)
- Frederik Harhoff (oficial jurídico del Tribunal Penal Internacional para la ex Yugoslavia )
- Michael Møller (Secretario General Adjunto de las Naciones Unidas y actual director general de la Oficina de las Naciones Unidas en Ginebra, Suiza)
- Conde Nikolai de Monpezat (asistió entre 2015 y 2018)
- Peter Sisseck (enólogo)
- Christian Stadil (propietario de Hummel International )